# Franz Schmidt & Co.
Franz Schmidt & Co. (F. S. & C. oder FS & C sowie S & C) war ein Ende des 19. Jahrhunderts im thüringischen Georgenthal gegründetes Unternehmen zur Herstellung von Puppen. Die Firma ist Vorgängerin des heutigen Plüschtier-Herstellers Steiner Spielwarenfabrik.

## Geschichte
Das Unternehmen wurde 1889 von zwei Männern namens Schmidt gegründet, darunter Franz Schmidt († 1942), der einen Ruf als Neuerer hatte und auf den eine Reihe von Erfindungen und Verbesserungen für die Charakterpuppen zurückgeht. Hauptprodukte des Unternehmens waren damals Kugelgelenk-Puppen aus Pappmaché, Zelluloid, Holz, Leder und Textil. Die späteren Charakterpuppen wurden mit Köpfen aus Biskuitporzellan hergestellt. Für die Produktion der Puppenköpfe nach eigenen Entwürfen arbeitete das Unternehmen eng mit Porzellan-Herstellern aus der Region zusammen, insbesondere mit Simon & Halbig aus Gräfenhain. Franz Schmidt setzte als erster den Charakterpuppen Glasaugen ein und montierte Schlafaugen. Weitere Neuerungen waren ab 1912 offene Nasenlöcher und ab 1913 ein geöffneter Mund mit beweglicher Zunge. Die von mehr als 100 Beschäftigten hergestellten Puppen wurden in beinahe sämtliche Länder Europas und auch nach Übersee exportiert und sind heute gesuchte Sammlerstücke.
Nach dem Tod von Franz Schmidt im Zweiten Weltkrieg leitete dessen Sohn Arno ab 1942 das Unternehmen, das nach dessen Tod 1946 an Helene Schmidt und Irmgard Steiner, geborene Schmidt überging.
In dem besonders kalten Winter 1955 kam es zu einem Großbrand in dem Betrieb; die Schläuche der Feuerwehr platzten dabei aufgrund der Temperaturen von unter - 20° Celsius, während das Archiv der Firma und die Porzellanformen größtenteils unwiederbringlich verlorengingen. Noch im selben Jahr wurde mit dem Wiederaufbau unter Harald Steiner begonnen, einem Enkel von Franz Schmidt. Anstelle von Porzellankopfpuppen wurden nun Puppen aus Papiermaché hergestellt.
Da die DDR private Unternehmen immer mehr einschränkte, wurden „[...] notwendige Ersatz- und Neuinvestitionen [...] vom Staat mehr und mehr blockiert, sodass eine Modernisierung der Puppenfertigung durch den Wechsel von Papiermaché- auf Plastikpuppen nicht mehr machbar war.“ So stelltem Harald Steiner und seine Ehefrau Helga das Unternehmen nach und nach auf die Produktion auf die Herstellung von Plüschtieren zu Lasten der bisherigen Puppenfertigung um.
Im Jahr 1972 wurde das Unternehmen Franz Schmidt & Co. verstaatlicht und firmierte ab 23. April 1972 als VEB Plüschspielwaren Georgenthal. Helga Steiner blieb Werksleiterin im früheren Betrieb, ihr Mann wurde Verkaufschef im VEB. 1980 wurde die Leitung vom VEB biggi Waltershausen übernommen, der ab 1981 zum VEB Kombinat Spielwaren Sonneberg gehörte.
Nach dem Mauerfall 1989 wurden die großen Kombinate aufgelöst und einzelne Betriebe früheren Eigentümern oder ihren Rechtsnachfolgern übereignet. So konnte das Ehepaar Helga und Harald Steiner den ehemaligen Familienbetrieb zum 1. Oktober 1990 – zwei Tage vor der Deutschen Wiedervereinigung – als Steiner Spielwarenfabrik mit dem Schwerpunkt auf Plüschtierproduktion fortführen.

## Marken, Nummern und Datierungen
Schon im 19. Jahrhundert hatte Franz Schmidt & Co. Schutzmarken eingetragen: Vor dem Jahr 1900 war das Wort Fabrikmarke über einem Amboss mit dem Kürzel F. S. & C. in Gebrauch, der auf die Puppenkörper gestempelt oder in den Kopf geprägt wurde. Vor 1902 war die Marke S & C gebräuchlich, ab 1902 das Kürzel FS & C über einer Puppe vor gekreuzten Hämmern. Cellobrin wurde ab 1909 verwendet.
In die Köpfe von Franz-Schmidt-Puppen waren unter anderem folgende Form-Nummern eingeprägt: 269, 293, 927, 1180, 1250, 1253, 1259, 1262, 1263, 1266, 1267, 1270, 1271, 1272, 1274, 1293, 1295, 1296, 1297, 1298, 1299, 1310 sowie 1409. Von der Firma Simon & Halbig für Franz Schmidt & Co. produzierte Bisquitporzellanköpfe trugen die Formnummern 1180, 1293, 1295 bis 1299 sowie 1310. Ein kleines z neben einer Form- und Größennummer ist die Abkürzung für Zentimeter.

## Archivalien und Museen
Das Deutsche Historische Museum ist im Besitz eines um 1910 datierten und rund 39 cm großen „Charakter-Babys“ von Franz Schmidt und Co. mit einem Kopf aus Biskuitporzellan mit Glasaugen auf einem für die Zeit typisch bekleideten Körper aus Mischmasse.